# Ambre Grouwels
Pour les articles homonymes, voir Grouwels.
Ambre Grouwels, née le 23 mars 1993, est une actrice belge originaire de Laeken (Bruxelles).

## Filmographie

### Cinéma
- 2013 : Baby Balloon de Stefan Liberski : Bici
- 2014 : Mémoires sélectives de Pauline Étienne et Rafaella Houlstan-Hasaerts (court métrage)
- 2019 : Tigre de Delphine Deloget : Sabine (court métrage)
- 2020 : Losers Revolution de Thomas Ancora et Grégory Beghin : Aurore
- 2024 : L'Art d'être heureux de Stefan Liberski : Ambre

### Télévision
- 2014 : The Voice Belgique : Participante des auditions a l'aveugle (éliminée)
- 2014-2015 : Winx Club : Chanteuse secondaire et back vocals
- 2015 : Winx Club : le Mystère des Abysses : Chanteuse secondaire et back vocals
- 2016-2020 : Elena d'Avalor : Princesse Elena Castillo Flores (voix chantée)
- 2016-2017 : Le monde des Winx : Chanteuse principale
- 2017 : Nouvelle Star
- 2020 : a very belgian christmas treat sur YouTube : Chanteuse, elle même
- 2021 : a very belgian christmas treat: The Grand Hotel  Edition  sur YouTube : Chanteuse, elle même

## Théâtre

### Comédies musicales
- 2007 : Tom Sawyer d'après Mark Twain : Susan Harper (compagnie Ars Lyrica)
- 2008-2009 : La Mélodie du bonheur : Louisa (compagnie Ars Lyrica)
- 2011-2012 : Hairspray : Tracy Turnblad (compagnie Ars Lyrica / Charleroi Pôle Lyrique)

### Opéra, opérette, œuvre lyrique
- 2006-2007 : Bastien, Bastienne, opéra de Mozart, mise en scène de Thomas Van Haerperen
- 2014-2015 : Cabaret du bout de la nuit, création d'Axel De Booseree et Maggy Jacquot, (compagnie Compagnie Pop-Up)

## Doublage
- 2017 : Si tu donnes un cookie à une souris (en) : voix additionnelles
- 2022 : Le Royaume des étoiles : voix additionnelles

## Distinctions
- 2015 : Magritte du meilleur espoir féminin pour son rôle de Bici dans Baby Balloon

### Bases de données
- « Ambre Grouwels » (présentation), sur l'Internet Movie Database
- « Ambre Grouwels », dans la base de données Aspasia des Archives et Musée de la littérature.

### Articles
- « Baby Balloon » révèle Ambre Grouwels. Le deuxième long-métrage de Stefan Liberski est l’occasion de découvrir une formidable jeune actrice., Didier Stiers, 20 novembre 2013, sur le site du journal Le Soir.
- "Baby balloon", une jubilation signée Stefan Liberski., Christine Pinchart, 2 octobre 2013, sur le site de la RTBF.
- Rencontre avec Ambre Grouwels, star de "Baby Balloon", Hélène Lisle, 28 juillet 2014 , sur le site du magazine Elle.
- Ambre, la nouvelle pierre précieuse du cinéma belge, 26 novembre 2013, sur le site wallimage.be